# Xã Hardin, Quận Clinton, Missouri
Xã Hardin (tiếng Anh: Hardin Township) là một xã thuộc quận Clinton, tiểu bang Missouri, Hoa Kỳ. Năm 2010, dân số của xã này là 1.706 người.